# Danilo Palmucci
Danilo Palmucci (* 26. Juli 1963 in Rom) ist ein italienischer Triathlet.

## Werdegang
1989 belegte Danilo Palmucci bei der Erstaustragung einer Weltmeisterschaft auf der Triathlon-Kurzdistanz (1,5 km Schwimmen, 40 km Radfahren und 10 km Laufen) in Frankreich den 26. Rang.
1990 wurde er italienischer Meister auf der Triathlon-Kurzdistanz und im August wurde er Dritter bei der Europameisterschaft auf der Mitteldistanz.
2006 wurde Palmucci in Lausanne Aquathlon-Weltmeister der Altersklasse M40–44.
2013 wurde er Weltmeister Sprint-Triathlon in der Altersklasse M50–54 und er belegte auch den dritten Rang bei der Weltmeisterschaft Aquathlon. 
Fünf Jahre später, im September 2018, wurde Danilo Palmucci in Australien Triathlon-Weltmeister der Altersklasse M55–59 auf der Sprint- und Kurzdistanz.
Seit dem Ende seiner Karriere als ProfiAthlet ist er auch als Triathlon-Coach tätig.

## Sportliche Erfolge
| Datum/Jahr    | Rang | Wettbewerb                                     | Austragungsort      | Zeit     | Bemerkung                                                  |
| ------------- | ---- | ---------------------------------------------- | ------------------- | -------- | ---------------------------------------------------------- |
| 16. Sep. 2018 | 1    | ITU Triathlon World Championship M55–59        | Gold Coast          | 02:00:58 | Weltmeister AG 55–59                                       |
| 12. Sep. 2018 | 1    | ITU Sprint Triathlon World Championship M55–59 | Gold Coast          | 01:02:14 | Weltmeister AG 55–59                                       |
| 13. Sep. 2013 | 4    | ITU Triathlon World Championship M50–54        | London              | 01:54:45 | Weltmeisterschaft AG 55–59                                 |
| 11. Sep. 2013 | 1    | ITU Sprint Triathlon World Championship M50–54 | London              | 01:08:14 | Weltmeister AG 55–59                                       |
| 18. Sep. 1999 | 3    | ITA Triathlon National Championships           | Peschiera del Garda |          |                                                            |
| 19. Juli 1997 | 2    | ITA Triathlon National Championships           | Tarquinia           |          |                                                            |
| 1990          | 1    | ITA Triathlon National Championships           | Italien             |          |                                                            |
| 6. Aug. 1989  | 26   | ITU Triathlon World Championships              | Avignon             | 02:06:03 | Erstaustragung einer Weltmeisterschaft auf der Kurzdistanz |

| Datum/Jahr    | Rang | Wettbewerb                                           | Austragungsort | Zeit     | Bemerkung                                                                                     |
| ------------- | ---- | ---------------------------------------------------- | -------------- | -------- | --------------------------------------------------------------------------------------------- |
| 1998          | 3    | Embrunman                                            | Embrun         |          | Dritter auf der Langdistanz (3,8 km Schwimmen, 188 km Radfahren und 42,194 km Laufen)         |
| 8. Juni 1997  | 21   | ITU Long Distance Triathlon World Championships      | Nizza          | 06:00:26 | 1997 wurde die ITU-Weltmeisterschaft im Zuge des Triathlon International de Nice ausgetragen. |
| 11. Aug. 1990 | 3    | ETU Middle Distance Triathlon European Championships | Trier          | 04:04:21 |                                                                                               |
| 1988          | 3    | Embrunman                                            | Embrun         |          | Langdistanz                                                                                   |

| Datum/Jahr    | Rang | Wettbewerb                              | Austragungsort | Zeit     | Bemerkung                  |
| ------------- | ---- | --------------------------------------- | -------------- | -------- | -------------------------- |
| 11. Sep. 2013 | 3    | ITU Aquathlon World Championship M50–54 | London         | 00:32:41 | Weltmeisterschaft AG 50–54 |
| 30. Aug. 2006 | 1    | ITU Aquathlon World Championship M40–44 | Lausanne       | 00:31:12 | Weltmeisterschaft AG 54–44 |

(DNF – Did Not Finish)